# Edmond de Cornouailles
Ne doit pas être confondu avec comte de Cornouaille.
Pour les articles homonymes, voir Cornouailles (homonymie).
Titre
Comte de Cornouailles
2 avril 1272 – 25 septembre 1300
Edmond, comte de Cornouailles (né le 26 décembre 1249 au château de Berkhamsted – mort fin septembre 1300 à l'abbaye d'Ashridge (en), dans l'Hertfordshire), membre de la famille Plantagenêt, fut comte de Cornouailles de 1272 à 1300.

## Vie
Fils et héritier de Richard, comte de Cornouailles puis roi des Romains, et de Sancie, fille du comte de Provence, qui est sœur de la reine Marguerite (femme de Saint-Louis), et de la reine Éléonore (femme d'Henri III d'Angleterre), il est aussi connu comme « Edmond d'Almayne » ou « d'Almain » en tant que roi prétendant des Romains après la mort de son père.
Il est nommé régent du royaume d'Angleterre de 1286 à 1289, pendant que son cousin le roi Édouard Ier traverse la Manche pour rétablir l'ordre dans la Gascogne et pour servir de médiateur entre Alphonse "le Libéral", roi d'Aragon et Charles "le Boiteux", roi de Sicile. 
Le 6 octobre 1272 à Ruislip, Edmond Plantagenêt épouse Marguerite de Clare (1250–1312), fille de Richard de Clare, comte de Gloucester et Hertford, et de Mahaut de Lacy. La semaine suivante, le 13 octobre 1272, il est investi en tant que comte de Cornouailles, ayant hérité des titres de son père (créé 1er comte).
Le couple se sépare (et peut-être même divorce) en février 1293, après quoi le comte entre probablement dans les ordres sacerdotaux, car parfois dit prince-abbé.
Le 2e et dernier titulaire du comté (cr. en 1225), Edmond meurt sans descendance en son palais près de l'abbaye d'Ashridge (en) qu'il avait fondée, et est inhumé à l'abbaye de Hailes dans le Gloucestershire.